# 絶倫
| ウィキペディアには「絶倫」という見出しの百科事典記事はありません（タイトルに「絶倫」を含むページの一覧/「絶倫」で始まるページの一覧）。 代わりにウィクショナリーのページ「絶倫」が役に立つかもしれません。 |